# Дмитриевский (Ливенский район)
Дмитриевский — посёлок в Ливенском районе Орловской области России.
Входит в Навесненское сельское поселение в рамках организации местного самоуправления и в Навесненский сельсовет в рамках административно-территориального устройства.

## География
Находится юго-восточнее деревни Никитинка на левом берегу реки Олым.

## Население
| 2010 |
| ---- |
| 1    |